# 绫里千寻
绫里千寻（1989年? - 2016年9月5日），是卡普空制作的电子游戏系列《逆转裁判系列》的虚拟角色之一。

## 概要
身份为律师，是成步堂龙一的师傅，绫里真宵的姐姐，外号「鬼才律师」。在1代的第2章「逆轉的姊妹」被杀害，其妹妹曾在成步堂龙一的引导下通过灵媒将其召唤出来。
英语版游戏中的名字是「Mia Fey」。
游戏中的配音为河原深雪，動畫版為中村千繪，電影版则为檀麗。

## 人物
身長168cm。体重不详。三围尺寸为B92、W61、H89。
作为綾里本家的血脉、天生就具有极强的灵媒能力，在同为灵媒师的母亲下落不明后为了调查出真相而放弃了灵媒师的职业转而从事律师职业（而不想和绫里真宵争夺家族继承人位置也是理由之一）。法科大学院的特别听讲生，在司法考试合格后师从于星影宇宙之介，隶属于“星影法律事务所”。在23岁时正式成为律师。
后来自立门户成立“绫里法律事务所”，在以律师的身份十分活跃的同时，背后也秘密调查着关于母亲的一切情报。由于掌握小中大通过情报要挟官员的黑幕，而最终被小中大杀害。
在她死后的剧情中，也曾经通过其妹妹绫里真宵的灵媒能力而被召唤出现。特别是当成步堂龙一因事件复杂而陷入穷途末路时，她也通过给予线索等方法，从而使案情明朗。
她辩护的风格和御剑怜侍的父亲御剑信十分相似，而成步堂也继承了她的那种辩护风格（游戏一代～三代）。

## 关系
- 成步堂龍一 - 弟子。在一次庭辨中为其进行无罪辩护（游戏第三部第1話）。
- 綾里真宵 - 亲妹妹（相差10岁）
- 綾里春美 - 表妹。登场于游戏第二部。
- 綾里舞子 - 母。「DL6号事件」之后下落不明。
- 绫里貴美子 - 伯母。
- 星影宇宙之介 - 师傅。
- 神乃木庄龙 - 星影法律事務所的前辈，他曾暗戀過千尋。
- 御剑侍 - 在初次上庭中遇到的检察官对手（对于御剑来说也是第一次）。
- 宝月巴 - 法科大学院的前辈、地方检察官。

## 外部連結
- 绫里千寻在視覺小說數據庫的頁面（英文）